# Erwin Vandendaele
Erwin Vandendaele (ur. 5 marca 1945 w Gavere) były belgijski piłkarz i trener piłkarski, występujący podczas kariery na pozycji środkowego obrońcy.

## Kariera klubowa
Piłkarską karierę Erwin Vandendaele rozpoczął w 1964 w Club Brugge. Z Club Brugge dwukrotnie zdobył Puchar Belgii w 1968 i 1970. Kolejnym klubem w karierze Vandendaele był RSC Anderlecht, gdzie występował w latach 1974–1977. Z Anderlechtem dwukrotnie wywalczył Puchar Belgii w 1975 i 1976 roku, Puchar Zdobywców Pucharów oraz Superpuchar Europy w 1976. W sezonie 1977-78 występował we francuskim Stade de Reims. W ostatnich latach grał w KAA Gent oraz R. Union Sportive Tournaisienne, w którym zakończył w 1982 karierę. Z Gent zdobył Puchar Belgii w 1984.

## Kariera reprezentacyjna
W reprezentacji Belgii Erwin Vandendaele występował w latach 1970–1977. W 1970 uczestniczył w mistrzostwach świata. Na mundialu w Meksyku był rezerwowym i nie wystąpił w żadnym meczu. W 1972 uczestniczył w mistrzostwach Europy. W turnieju finałowym rozgrywanym w Belgii wystąpił w przegranym półfinale z RFN oraz wygranym 2-1 meczu o trzecie miejsce z Węgrami. Ogółem w reprezentacji Belgii rozegrał 32 spotkania i strzelił 1 bramkę.

## Kariera trenerska
Po zakończeniu kariery piłkarskiej Erwin Vandendaele został trenerem. Prowadził RFC Tournai, KAA Gent, RWDM Bruksela oraz KAA Gent. Z Gent zdobył Puchar Belgii w 1984 oraz awansował do Eerste klasse w 1989.